# Wudinna District Council
Koordinaten: 33° 3′ S, 135° 28′ O

Der Wudinna District Council (bis 2008 District Council of Le Hunte) ist ein lokales Verwaltungsgebiet (LGA) im australischen Bundesstaat South Australia. Das Gebiet ist 5394 km² groß und hat etwa 1250 Einwohner (2016).
Wudinna liegt im Norden der Eyre-Halbinsel etwa 360 Kilometer Luftlinie nordwestlich der Metropole Adelaide. Das Gebiet beinhaltet 23 Ortsteile und Ortschaften: Addison, Carina, Cocata, Condada, Cootra, Hill, Kappakoola, Koongawa, Kyancutta, Mamblin, Minnipa, Moorkitabie, Mount Damper, Palabie, Pildappa, Pinbong, Pordia, Pygery, Travers, Wannamana, Warramboo, Wudinna und Yaninee. Der Verwaltungssitz des Councils befindet sich in der etwa 500 Einwohner großen Ortschaft Wudinna im Zentrum der LGA.

## Verwaltung
Der Council von Wudinna hat sieben Mitglieder, die von den Bewohnern der LGA gewählt werden. Wudinna ist nicht in Bezirke untergliedert. Dem Kreis der Councillor steht ein Vorsitzender (Chairperson) vor.